# Psammotettix cephalotes
Psammotettix cephalotes är en insektsart som beskrevs av Herrich-schaeffer 1834. Psammotettix cephalotes ingår i släktet Psammotettix och familjen dvärgstritar. Enligt den finländska rödlistan är arten sårbar i Finland. Arten är reproducerande i Sverige. Artens livsmiljö är torra gräsmarker. Inga underarter finns listade i Catalogue of Life.